# Hippotion pentagramma
Hippotion pentagramma är en fjärilsart som beskrevs av George Francis Hampson 1910. Hippotion pentagramma ingår i släktet Hippotion och familjen svärmare. Inga underarter finns listade i Catalogue of Life.